# Chiloscyllium
Genre
Chiloscyllium est un genre de requins, ils sont couramment dénommés requins chabots (et « bamboo sharks » en anglais).

## Liste des espèces
Selon ITIS et FishBase:
- Chiloscyllium arabicum Gubanov, 1980
- Chiloscyllium burmensis Dingerkus & DeFino, 1983
- Chiloscyllium caerulopunctatum Pellegrin, 1914
- Chiloscyllium griseum J. P. Müller & Henle, 1838
- Chiloscyllium hasseltii Bleeker, 1852
- Chiloscyllium indicum J. F. Gmelin, 1789
- Chiloscyllium plagiosum Anonyme et Bennett, 1830
- Chiloscyllium punctatum J. P. Müller & Henle, 1838

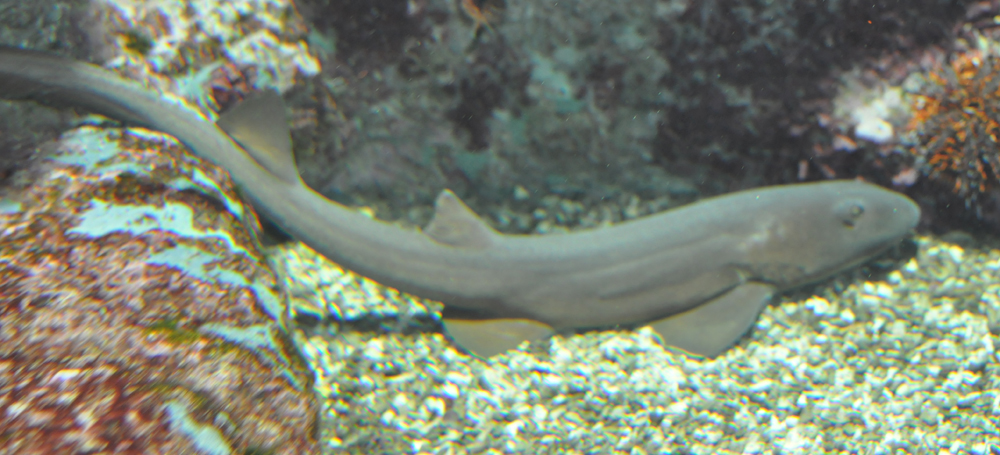
Chiloscyllium griseum
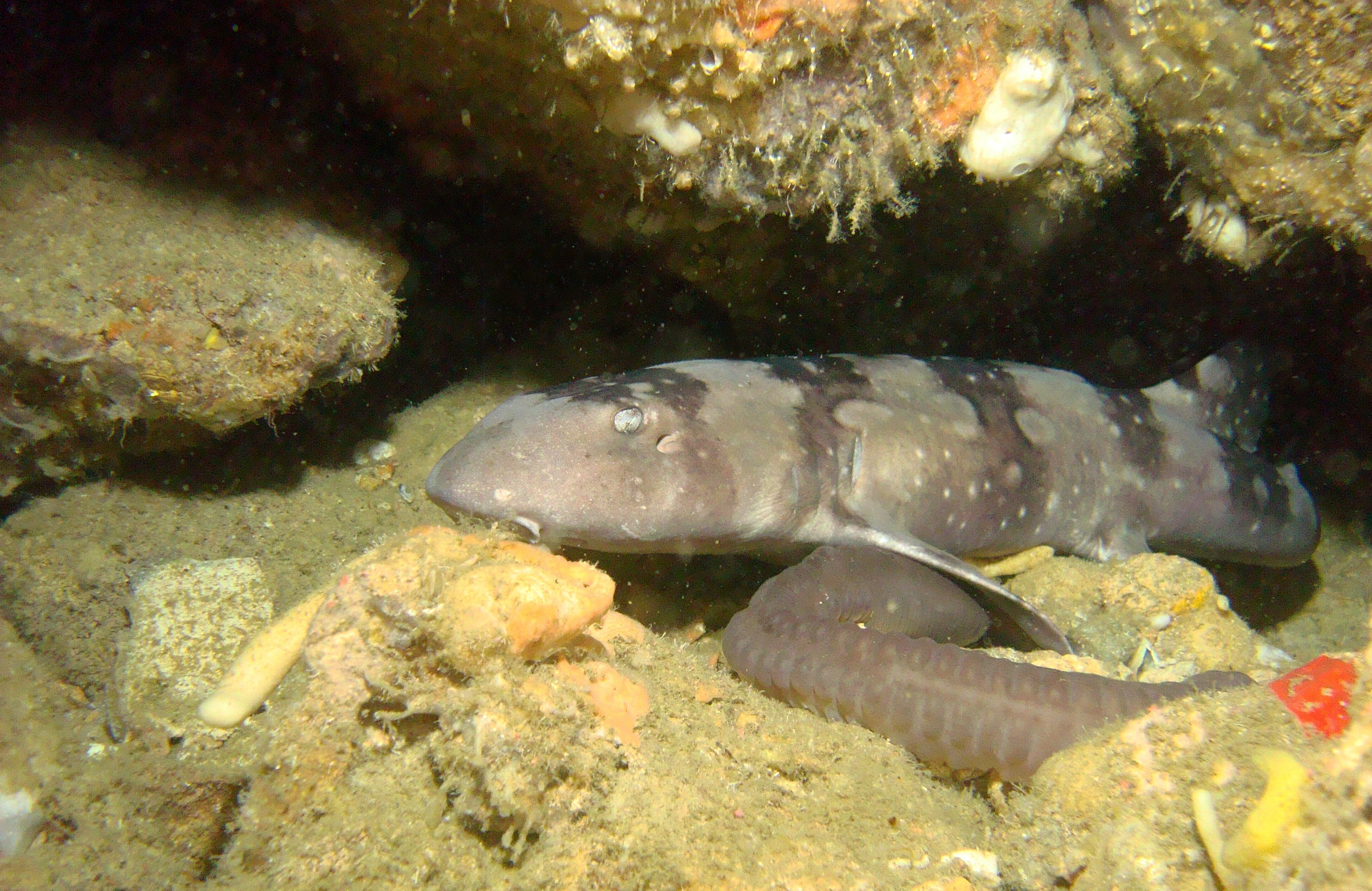
Chiloscyllium plagiosum
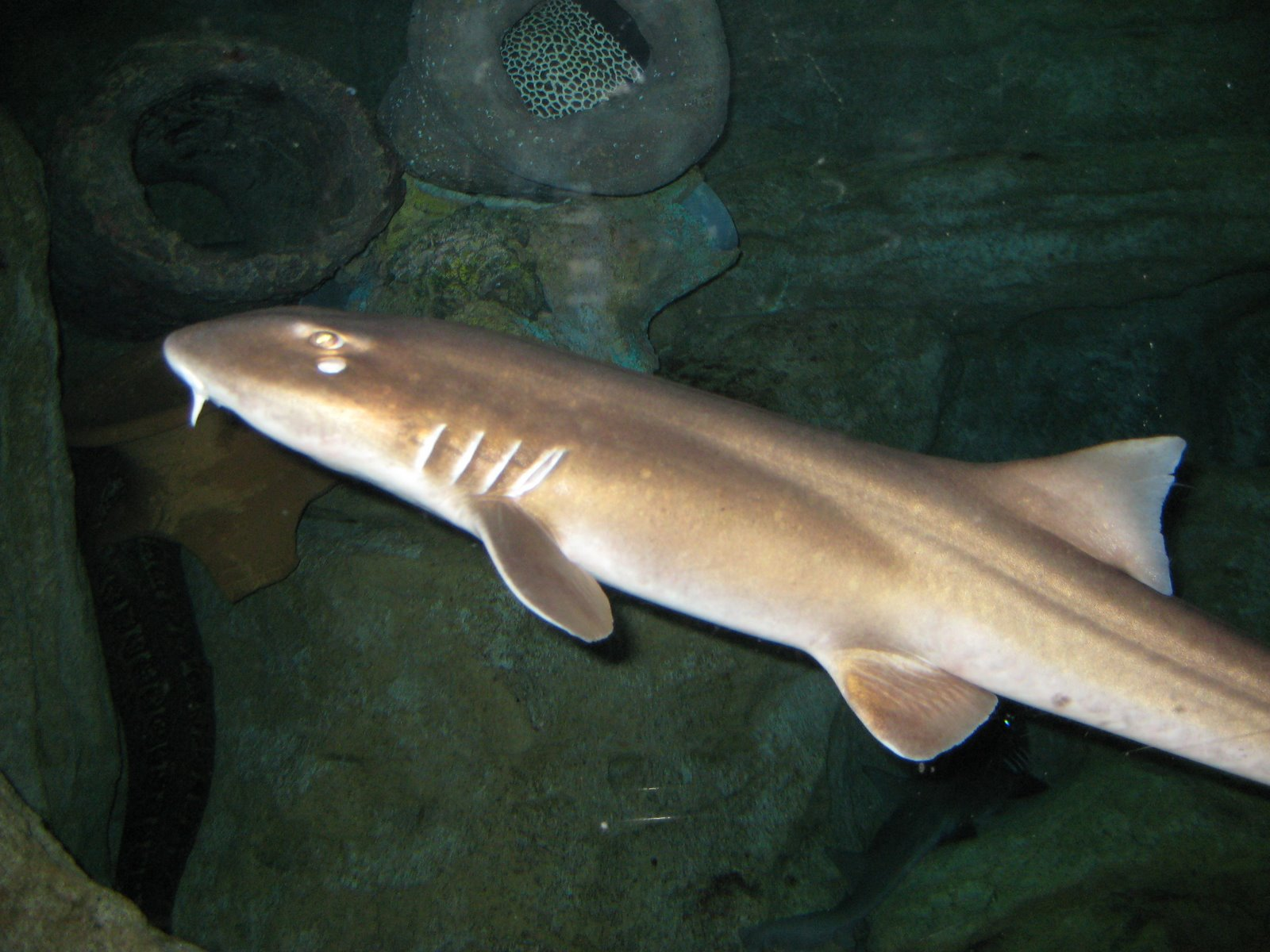
Chiloscyllium punctatum